# Lazzaro Palazzi
Lazzaro Palazzi (Lugano, XV secolo – Milano, 1507) è stato un architetto italiano allievo di Giovanni Antonio Amadeo.
Fu attivo principalmente nel Ducato di Milano (il cui territorio allora comprendeva anche l'attuale canton Ticino) dove ricoprì dal 1490 la carica di architetto e ingegnere del Ducato.
Giunto a Milano al tempo di Ludovico il Moro, prese parte ai lavori per l'edificazione dell'altare di san Giuseppe del Duomo. Dopo aver lavorato alla costruzione di alcune chiese a Piacenza e a Lodi, nel 1488 tornò a Milano dove iniziò i lavori per la costruzione del Lazzaretto che dovette abbandonare per la sua morte prematura nel 1507. In tempi moderni la città di Milano gli ha dedicato una via proprio in zona Lazzaretto.